# آزمون شوبر
آزمون شوبر یا تست شوبر (انگلیسی: Schober's test) یک معاینه پزشکی است که در پزشکی خانواده، پزشکی فیزیکی و توانبخشی و روماتولوژی برای اندازه‌گیری توانایی بیمار در خم کردن کمر و پشت استفاده می‌شود.
در حالی که بیمار ایستاده است، معاینه‌کننده نشانه‌ای تقریباً در سطح مهره پنجم کمری می‌گذارد. دو نقطه مشخص شده است: ۵ سانتی‌متر زیر و ۱۰ سانتی‌متر بالای این نقطه خاص (در مجموع ۱۵ سانتی‌متر فاصله). سپس از بیمار خواسته می‌شود در حالی که زانوها را صاف نگه داشته است، به جلو خم شده و سعی کند انگشتان پای خود را لمس کند. اگر فاصله دو نقطه حداقل ۵ سانتی‌متر افزایش نیابد (مجموع فاصله بیش از ۲۰ سانتی‌متر)، این نشانه محدودیت در خم شدن پشت و کمر است. آزمون شوبر می‌تواند در معاینه بیمار مشکوک به اسپوندیلیت آنکیلوزان مفید باشد.
این معاینهٔ پزشکی نخستین بار در سال ۱۹۳۷ توسط پزشک آلمانی «پل شوبر» (۱۱ مارس ۱۸۶۵–۲۲ اوت ۱۹۴۳) توصیف شد.